# ۹۶۲ (قمری)
۹۶۲ (قمری)، نهصد و شصت و دومین سال در گاهشماری هجری قمری است. اول محرم این سال برابر با ششم دسامبر سال ۱۵۵۴ میلادی است.